# Borisav Jović
Borisav Jović (em sérvio cirílico : Борисав Јовић) (19 de outubro de 1928 – 13 de setembro de 2021) foi um político comunista sérvio, que serviu como presidente da presidência da Iugoslávia de 15 de maio de 1990 a 15 de maio de 1991.
Foi muito próximo de Slobodan Milošević e ajudou-o no início da década de 1990 a expandir o seu poder. Tornou-se conhecido pela rejeição do Acordo de Brioni, que garantiu a independência da Eslovênia, após a Guerra dos Dez Dias.
No final de seu mandato presidencial em 1991, impediu o croata Stjepan Mesic, de assumir a Presidência rotativa como estava previsto na Constituição. Depois de 1991, a Guerra de Independência da Croácia estourou, e tentou promulgar poderes de emergência para o Exército Popular Iugoslavo que efetivamente permitiriam que o exército assumisse o controle do país. O voto de cinco dos oito membros da Presidência eram exigidos, e a Sérvia tinha sob seu controle político os votos de Sérvia, Montenegro, Kosovo e Vojvodina e presumia que o delegado sérvio representando a Bósnia e Herzegovina votaria pelo plano. O plano deu errado, no entanto, porque o delegado sérvio-bósnio, Bogić Bogičević, recusou-se a votar a favor do plano. Isso levou a renuncia de Jović.
Jović morreu em 13 de setembro de 2021 de COVID-19.